# 長嶋美智子
長嶋 美智子（ながしま みちこ、1970年9月26日 - ）は、日本の元女子プロレスラー。身長164cm、体重62kg。血液型A型。群馬県渋川市出身。現在はプロレスを引退し看護師として活躍している。夫は元プロレスラーのYOSHIYA。

## 経歴・戦歴
1989年
- 全日本女子プロレスの平成元年組として入門。
- 12月6日、栃木・真岡市民体育館において、対鈴木敦子戦でデビュー。

1992年
- 8月29日、LLPWの旗揚げ戦にて復帰。

1998年
- 6月21日、後楽園ホールにおいて引退。

2024年
- 1月1日、自身の半生を表現した楽曲「悲しみ超えて」で歌手デビュー。[1]

## 得意技
- ダイビング・セントーン
- クロスアーム式ノーザンライト・スープレックス・ホールド

## タイトル歴
- LLPW認定6人タッグ

## 入場テーマ曲
- 「狂麗」「LLPW華激ルネッサンス」に収録。